# Stephanie Graf
Stephanie Graf (Klagenfurt, 26 april 1973) (niet te verwarren met de Duitse tennisster Stefanie "Steffi" Graf) is een voormalige Oostenrijkse middellangeafstandsloopster, die zich vooral toelegde op de 800 m. Ze werd meervoudig Oostenrijks kampioene op deze discipline. Hiernaast blonk ze ook uit op de 400 m en de 1500 m, getuige haar meerdere nationale titels op deze afstanden. Ze nam één keer deel aan de Olympische Spelen en won bij die gelegenheid een zilveren medaille.

## Biografie

### Sportief gezin
Graf werd geboren in een sportief gezin. Haar moeder was zelf al Oostenrijks kampioene op de 800 m in 1974. Haar eerste succes boekte ze in 1993 met het winnen van een gouden medaille op de 800 m bij de Oostenrijkse kampioenschappen. Bij haar internationale debuut in 1996 op de Europacup C wedstrijden in het Belgische Oordegem veroverde ze gelijk een gouden medaille door als eerste te finishen in 2.07,09. Een jaar later nam ze deel aan de wereldkampioenschappen (in- en outdoor), maar sneuvelde bij beide gelegenheden in de halve finale.

### Internationale successen
In 1998 won Stephanie Graf een zilveren medaille op de Europese indoorkampioenschappen. Later dat jaar, op de Europese kampioenschappen atletiek in Boedapest, behaalde ze een bronzen medaille. Met een tijd van 2.00,11 eindigde ze achter de Russische Yelena Afanasyeva (goud; 1.58,50) en de Zweedse Malin Ewerlöf (zilver; 1.59,61).
Haar beste resultaten behaalde Graf in het jaar 2000: ze werd Europees indoorkampioene op de 800 m in Gent en op de Olympische Spelen in Sydney won ze de zilveren medaille op de 800 m, na Maria Mutola. Haar olympische finaletijd van 1.56,64 was haar beste ooit en een nieuw Oostenrijks record.
In 2001 was ze ook tweede op de wereldkampioenschappen, zowel op het WK indoor in Lissabon als het WK outdoor in Edmonton, opnieuw telkens na Maria Mutola. In Edmonton was ze in de finale slechts drie honderdste van een seconde minder snel dan de winnares. Op de wereldkampioenschappen indooratletiek 2003 in Birmingham werd ze nogmaals tweede na Maria Mutola.

### Einde atletiekloopbaan
Stephanie Graf werd in het jaar 2001 verkozen tot Europese atlete van het jaar. In 2000 en 2001 werd ze Oostenrijks sportvrouw van het jaar. Ze beëindigde haar atletiekcarrière in 2004. In augustus 2005 huwde ze met de Oostenrijkse golfprofessional Niki Zitny, met wie ze een zoon, Lorenz, kreeg. Het paar scheidde in november 2008.

### Dopingzaak
Op 5 mei 2010 werd bekendgemaakt, dat de tuchtcommissie van het Oostenrijks antidopingbureau NADA een strafzaak was begonnen tegen Stephanie Graf, Zij werd beschuldigd van bloeddoping. Graf zou ten minste één keer bloed hebben laten afnemen bij het beruchte Weense laboratorium Humanplasma.
Op 22 juni 2010 besliste het NADA om Stefanie Graf te schorsen voor twee jaar wegens overtreding van de antidopingreglementen in de herfst van 2003, toen ze minstens eenmaal haar bloed had laten afnemen bij Humanplasma in Wenen, om het te bewaren als erytrocytenconcentraat. Ze had niet bevestigd dat ze het bloed later had gebruikt om haar prestaties te bevorderen, maar de afname van eigen bloed op zichzelf viel reeds onder de verboden techniek van bloeddoping. Ze werd geschorst tot 22 juni 2012, maar op het moment van deze uitspraak was Graf reeds gestopt als actieve atlete. Naast Graf zouden nog vele andere Oostenrijkse en buitenlandse sportlui bij Humanplasma bloedafnames hebben laten uitvoeren, waaronder wielrenner Georg Totschnig en langlaufer Michail Botvinov.
Graf was aangesloten bij Klagenfurter Leichtathletikclub.

## Titels
- Oostenrijks kampioene 400 m - 1997, 1998, 1999, 2000, 2003
- Oostenrijks indoorkampioene 400 m - 1996, 1997, 1999, 2000, 2001
- Oostenrijks kampioene 800 m - 1994, 1995, 1996, 1997
- Oostenrijks indoorkampioene 800 m - 1995, 1996, 1997, 1998, 2003
- Oostenrijks kampioene 1500 m - 1993, 1994
- Oostenrijks indoorkampioene 1500 m - 1995, 1997

## Persoonlijke records
Outdoor
| Onderdeel | Prestatie | Datum             | Plaats   |
| --------- | --------- | ----------------- | -------- |
| 200 m     | 25,42 s   | 15 september 1996 | Dublin   |
| 400 m     | 52,69 s   | 12 juni 1999      | Tel Aviv |
| 800 m     | 1.56,64   | 25 september 2000 | Sydney   |
| 1000 m    | 2.34,47   | 28 augustus 1998  | Brussel  |
| 1500 m    | 4.13,58   | 21 augustus 1996  | Linz     |

Indoor
| Onderdeel | Prestatie | Datum            | Plaats |
| --------- | --------- | ---------------- | ------ |
| 400 m     | 53,67 s   | 13 februari 2000 | Wenen  |
| 800 m     | 1.55,85   | 3 maart 2002     | Wenen  |

## Prestatieontwikkeling
| Jaar | 200 m (in seconden) | 400 m (in seconden) | 800 m (in Minuten) | 1000 m (in minuten) | 1500 m (in minuten) |
| ---- | ------------------- | ------------------- | ------------------ | ------------------- | ------------------- |
| 1989 | -                   | -                   | 2.12,72            | -                   | -                   |
| 1990 | -                   | -                   | 2.10,72            | -                   | -                   |
| 1991 | -                   | -                   | 2.21,80            | -                   | -                   |
| 1992 | -                   | -                   | 2.09,20            | -                   | -                   |
| 1993 | -                   | -                   | 2.06,22            | -                   | -                   |
| 1994 | -                   | -                   | 2.05,36            | -                   | 4.19,50             |
| 1995 | -                   | -                   | 2.05,06            | -                   | -                   |
| 1996 | 25,42               | -                   | 2.01,54            | -                   | 4.13,58             |
| 1997 | -                   | -                   | 2.00,27            | -                   | -                   |
| 1998 | -                   | -                   | 1.57,97            | 2.34,47             | -                   |
| 1999 | -                   | 52,69               | 1.57,07            | -                   | -                   |
| 2000 | -                   | 53,40               | 1.56,64            | -                   | -                   |
| 2001 | -                   | 52,99               | 1.57,20            | -                   | -                   |
| 2002 | -                   | -                   | -                  | -                   | -                   |
| 2003 | -                   | 53,20               | 1.57,99            | -                   | -                   |

## Palmares

### 400 m
- 1999:  Europacup C in Tel Aviv - 52,69 s

### 800 m
Kampioenschappen
- 1996:  Europacup C in Oordegem - 2.07,09
- 1998:  EK indoor - 2.03,61
- 1998:  EK - 2.00,11
- 1999: 6e WK indoor - 2.04,39
- 1999: 7e WK - 1.57,92
- 1999: 5e Grand Prix Finale - 2.00,47
- 2000:  OS - 1.56,64
- 2001:  WK indoor - 1.59,78
- 2001:  WK - 1.57,20
- 2001:  Goodwill Games - 2.00,93
- 2001:  Grand Prix Finale - 2.00,40
- 2002:  EK indoor - 1.55.85
- 2003:  WK indoor - 1.59,39

Golden League-podiumplekken
- 1998:  Weltklasse Zürich – 1.57,97
- 1999:  Bislett Games – 1.58,72
- 1999:  Golden Gala – 1.58,31
- 1999:  Meeting Gaz de France – 1.58,73
- 2000:  Weltklasse Zürich – 1.57,34
- 2001:  Golden Gala – 1.58,44
- 2001:  Meeting Gaz de France – 2.00,00
- 2001:  Bislett Games – 1.58,20
- 2001:  Weltklasse Zürich – 1.57,98
- 2001:  Memorial Van Damme – 1.57,46
- 2001:  ISTAF – 1.59,42
- 2003:  Bislett Games – 2.00,92
- 2003:  Weltklasse Zürich – 2.00,52
- 2003:  ISTAF – 1.59,32

## Onderscheidingen
- Europese atlete van het jaar - 2001
- Oostenrijks sportvrouw van het jaar - 2000, 2001